# (12762) Nadiavittor
(12762) Nadiavittor est un astéroïde de la ceinture principale.

## Description
(12762) Nadiavittor est un astéroïde de la ceinture principale. Il fut découvert le 26 octobre 1993 à Farra d'Isonzo par l'Observatoire astronomique de Farra d'Isonzo. Il présente une orbite caractérisée par un demi-grand axe de 3,17 UA, une excentricité de 0,18 et une inclinaison de 14,6° par rapport à l'écliptique.

## Compléments